# Phyllachoraceae
Famille
Les Phyllachoraceae sont une famille de champignons de l'ordre des Phyllachorales.

## Liste des genres
- Ascovaginospora Fallah, Shearer & W.D. Chen
- Brobdingnagia  K. D. Hyde & P.F. Cannon
- Camarotella Theiss. & Syd.
- Coccodiella Hara
- Cyclodomus Höhn.
- Deshpandiella Kamat & Ullasa
- Diachora Müll. Arg.
- Diatractium Syd. & P. Syd.
- Erikssonia Penz. & Sacc.
- Fremitomyces P.F. Cannon & H.C. Evans
- Geminispora Pat.
- Gibellina Pass. Ex Roum.
- Imazekia Tak. Kobay. & Y. Kawabe
- Isothea Fr.
- Lichenochora Hafellner
- Lindauella Rehm
- Linochora Höhn.
- Lohwagia Petr.
- Maculatifrondes K.D. Hyde
- Malthomyces K.D. Hyde & P.F. Cannon
- Muelleromyces Kamat & Anahosur
- Neoflageoletia J. Reid & C. Booth
- Neophyllachora Dayar. & K.D. Hyde
- Ophiodothella (Henn.). Höhn.
- Ophiodothis Sacc.
- Orphnodactylis Malloch & Mallik
- Oxodeora K.D. Hyde & P.F. Cannon
- Parberya C.A. Pearce & K.D. Hyde}} (2)
- Petrakiella Syd.
- Phycomelaina Kohlm.
- Phyllachora Nitschke ex Fuckel
- Phylleutypa Petr.
- Phyllocrea Höhn.
- Pseudothiella Petr.
- Pseudothiopsella Petr.
- Pterosporidium W.H. Ho & K.D. Hyde
- Rehmiodothis {Theiss. & Syd.
- Retroa P.F. Cannon
- Rhodosticta Woron.
- Rikatlia P.F. Cannon
- Schizochora Syd. & P. Syd.
- Sphaerodothella C.A. Pearce & K.D. Hyde
- Sphaerodothis (Sacc. & P. Syd.) Shear
- Stigmatula (Sacc.) Syd. & P. Syd.
- Stigmochora Theiss. & Syd.
- Stromaster Höhn.
- Tamsiniella S.W. Wong, K.D. Hyde, W.H. Ho & S.J. Stanley
- Telimenella Petr.
- Telimenochora Sivan.
- Trabutia Sacc. & Roum.
- Tribulatia J.E. Taylor, Hyde & E.B.G. Jones
- Trabutiella (Henn.) Theiss. & Syd.
- Uropolystigma Maubl.
- Vitreostroma P. F. Cannon
- Zimmermanniella Henn.